# Trappenkamp
Trappenkamp ist eine Gemeinde am Nordrand des Kreises Segeberg in Schleswig-Holstein.

## Geographie

### Geographische Lage
Das Gemeindegebiet von Trappenkamp erstreckt sich im östlichen Bereich der naturräumlichen Haupteinheit Holsteinische Vorgeest zwischen Bad Segeberg im Süden und dem nordöstlich gelegenen Ort Bornhöved.

### Gemeindegliederung und Nachbargemeinden
Die Gemeinde besteht aus dem Hauptort gleichen Namens als einzigem Wohnplatz.
Direkt angrenzende Gemeindegebiete von Trappenkamp sind:
| Gönnebek |                                             | Bornhöved |
|          | Kompassrose, die auf Nachbargemeinden zeigt |           |
| Rickling | Daldorf                                     |           |

## Namensherkunft
Der Ortsname Trappenkamp kommt von einer alten Flurbezeichnung, die sich aus den beiden Wörtern „Trappen“ (Bodenvögel, die in Grassteppen und in den Feldern leben) und „Kamp“ (eingehegtes Feld) zusammensetzt. Bei der 1936 erfolgten Umbenennung für das Gelände des Marinearsenals in Trappenkamp griff man auf den Namen eines zur Gemeinde Tarbek gehörenden Flurstücks zurück.

## Geschichte
Die territorialen Ursprünge der heutigen Gemeinde Trappenkamp gehen auf einen ehemaligen preußischen Exerzierplatz für Kavallerie und Infanterie, die „Gönnebeker Heide“, zurück. Ab 1901 begann man mit der Kultivierung und Aufforstung der „Gönnebeker Heide“. Diese Maßnahme dauerte bis in die 1920er Jahre an.
Im Juli 1934 befahl die Marineleitung in Berlin die Neuanlage eines Minenlagers in der Nähe von Kiel. Dieses Minenlager sollte zur Entlastung des Sperrdepots in Kiel-Dietrichsdorf dienen. Als Standort des neuen Arsenals wurde der ehemalige Staatsforst Neumünster ausgewählt. Der Forst Halloh südlich von Boostedt wurde nicht gewählt, da das Gelände, welches zu diesem Zeitpunkt zur Verfügung stand, nicht geeignet war: Der Baumbestand war in diesem Bereich zu stark gelichtet, der Boden zu uneben, und es war ein beliebtes Ausflugsziel der Neumünsteraner Bevölkerung. 1940 legte man jedoch an einer anderen Stelle im Forst Halloh die Luftmunitionsanstalt 6/XI Boostedt an.
Am 18. Mai 1945 besetzten englische Truppen das Marine-Sperrwaffen-Arsenal Trappenkamp. Nachdem dieses geräumt worden war, bezogen Vertriebene und Flüchtlinge aus dem Sudetenland und den vormals deutschen Ostgebieten die ehemaligen Wehrmachtsbauten, wobei es sich großteilig um einfache Gebäude zur Verarbeitung und Lagerung von Sprengmitteln handelte. Ein Teil dieser Bunker findet heute noch Anwendung als Garagenanlagen oder wurde von den Bewohnern zu Häusern ausgebaut, denen man oft ihre militärische Vornutzung nicht mehr ansieht. Die rechtwinklige Wegeinteilung aus der Zeit vor 1945 findet sich in dem alten Ortsteil größtenteils in der Straßenstruktur wieder. Auch die ursprüngliche einfache alphabetische Einteilung wurde in Nord-Süd-Richtung mit den Anfangsbuchstaben der Straßennamen in den ersten Bebauungsbereichen beibehalten: In einer Linie liegen z. B. Fasanenweg – Falkenweg – Farnstieg – Friedlandstraße.
Am 1. April 1956 wurde die damals knapp 900 Einwohner zählende „Siedlung Trappenkamp“, die bis dahin der Gemeinde Bornhöved angehörte, auf Geheiß der schleswig-holsteinischen Landesregierung zu einer selbständigen, amtsfreien Gemeinde erklärt. Damit gehört Trappenkamp zu den jüngsten Gemeinden in Schleswig-Holstein.
Bis zum 31. Dezember 1961 besaß Trappenkamp einen eigenen Bahnhof. Er bildete den Endpunkt einer etwa drei Kilometer langen Stichstrecke, die in Bornhöved von der Kleinbahn Kiel–Segeberg abzweigte. Sie diente vornehmlich dem Güterverkehr; es verkehrten bis zum 8. März 1952 jedoch auch einzelne Personenzüge.
Am 1. Januar 2008 trat Trappenkamp dem Amt Bornhöved bei und ist seitdem Sitz des Amtes.

## Politik

### Gemeindevertretung
Bei der Kommunalwahl am 14. Mai 2023 wurden insgesamt 19 Sitze vergeben. Von diesen erhielt die SPD 13 Sitze und die CDU sechs Sitze.

### Wappen
Das Wappen wurde am 17. Februar 1972 genehmigt.
Blasonierung: „In Grün eine goldene Spitze.“
Das Wappen ist eindrucksvoll nach Art eines mittelalterlichen Heroldsbildes konzipiert und gibt die keilförmig in den Wald geschlagene Siedlungsfläche wieder. Im Schutz des großen Waldgebietes auf der zur Gemeinde Rickling gehörigen Gönnebeker Heide entstand ab 1936 ein Marinesperrwaffenarsenal. Bei der ebenfalls 1936 erfolgten Umbenennung in „Trappenkamp“ griff man auf den Namen eines zur Gemeinde Tarbek gehörenden benachbarten Flurstücks zurück. Nach Kriegsende entwickelte sich Trappenkamp zu einer provisorischen Siedlung der Heimatvertriebenen. Seit 1946 siedelten sich Gablonzer Glasbläser aus dem Sudetenland hier an, aber die schwierigen Nachkriegsverhältnisse erschwerten den Aufbau einer Glas- und Schmuckwarenindustrie im Norden. Die Glashütten-Siedlung wurde 1949 als Ortsteil nach Bornhöved eingemeindet. 1956 erhielt Trappenkamp die Rechtsstellung einer selbständigen Gemeinde.
Das Wappen wurde von dem Brunsbütteler Heraldiker Willy „Horsa“ Lippert gestaltet.

### Flagge
Die Flagge wurde am 25. April 1983 genehmigt.
Auf oben und unten durch einen breiten grünen Streifen begrenztem gelben Flaggentuch das Gemeindewappen, etwas aus der Mitte zur Stange hin verschoben.

## Kultur und Sehenswürdigkeiten
Der Museumsbunker Trappenkamp ist ein seit 1996 bestehendes Heimatmuseum, das sich in einem ehemaligen Munitionslagerhaus befindet.
Die evangelisch-lutherische Friedenskirche ist ein moderner Kirchenbau mit einem 29 Meter hohen Glockenturm.
Die Schleswig-Holsteinischen Landesforsten betreiben den im Gemeindegebiet von Daldorf am Rande des gleichnamigen Forstes gelegenen Erlebniswald Trappenkamp.
Von 2003 bis 2010 fand jährlich der sogenannte „Street-Move“ statt. Er wurde von der JUT (Jungunternehmer Trappenkamp), einer Unterorganisation der ARGE (Arbeitsgemeinschaft wirtschaftlich interessierter Kreise e. V.) organisiert. Es handelte sich um einen Umzug mit DJs, die auf umgebauten Lkw Technomusik spielten. Unter anderem spielte hier der in Trappenkamp lebende DJ Pulsedriver. Dieser Umzug startete traditionell am Marktplatz und endete auf einer Koppel in der Industriestraße.
Jedes Jahr findet am ersten Wochenende im Juni auf dem Marktplatz und am angrenzenden Parkplatz das Straßenfest statt. Es gibt einen Jahrmarkt mit Fahrgeschäften, wie beispielsweise einem Autoscooter und einem Musikexpress. Zudem gibt es eine Bühne und Bierwagen auf dem Marktplatz, wo am Samstag ein Unterhaltungsprogramm aufgeführt wird. Samstagabend wird traditionell um 23:00 ein Feuerwerk gezündet.

## Wirtschaft und Infrastruktur
Das örtliche Wirtschaftsleben ist durch Betriebe aus Handwerk und Handel sowie Industrieunternehmen der Bereiche Elektronik, Maschinenbau, Feinmechanik, Getränke-, Bau- und Papierindustrie geprägt.

### Bildung
Im Ort gibt es eine Grund- und eine Gemeinschaftsschule. Sie wird gebildet aus der 1968 gegründeten Dr.-Gerlich-Schule und der Richard-Hallmann-Schule.
Erstgenannte wurde nach Gerhard Gerlich benannt und ist eine Grundschule mit Förderzentrum. Der Genannte war selbst Vertriebener aus dem Sudetenland und setzte sich als Landtagsabgeordneter für den Schulstandort Trappenkamp ein.
Die Richard-Hallmann-Schule wurde 1989 als Integrierte Gesamtschule gegründet und ist heute eine Gemeinschaftsschule mit Oberstufe. Benannt ist sie nach einem ehemaligen Bürgervorsteher.

### Verkehr
Durch das Gemeindegebiet von Trappenkamp führt die Bundesautobahn 21. Die Anschlussstelle gleichen Namens befindet sich im Osten vom Siedlungskern. Sie bindet an die Segeberger Kreisstraße 52 an, die westlich in die Ortslage und anschließend als Querverbindung zur Bundesstraße 205 in Rickling führt.
Im Öffentlichen Personennahverkehr wird der Ort über die Buslinie 410 (Kiel–Bad Segeberg) im Nahverkehrsverbund Schleswig-Holstein direkt an die genannten Zentralorte angebunden. Die nächstgelegene Bahnstation befindet sich im etwa fünf Kilometer entfernten Nachbarort Rickling an der Bahnstrecke Neumünster–Bad Oldesloe. Dorthin verkehren Busse der vom Kreis Segeberg beauftragten Buslinie 7930.

## Mit Trappenkamp verbundene Persönlichkeiten
- Rudolf Ducke (1918–2012) war ein deutscher Unternehmer, der sich nach dem Zweiten Weltkrieg als Getränkegroßhändler in Schleswig-Holstein etablierte. Im Jahre 1959 zog zunächst sein Unternehmen und später auch seine Familie nach Trappenkamp, wo er bis zu seinem Tod lebte.
- Gerhard Gerlich (1911–1962) Mitglied der SS-Einheit 3/108 im sudetendeutschen Aussig ein deutscher Pädagoge, Vertriebenenfunktionär und Politiker (CDU).[12]
- Josef Holey (1899–1986) war ein deutscher Experte für Glaserzeugung und Unternehmer in der Gablonzer Glas- und Schmuckwaren-Branche. Josef Holey lebte von 1946 bis zu seinem Tod in Trappenkamp.
- Walter Zelinski (1948–2019) war ein deutscher Lehrer, Radiomoderator und niederdeutscher Autor. Von 1976 bis zu seiner Pensionierung 2012 war er als Lehrer in Trappenkamp tätig, ab 1989 als Schulleiter der Integrierten Gesamtschule, heute Richard-Hallmann-Schule. Walter Zelinski lebte bis zu seinem Tod in Trappenkamp.